# Europese kampioenschappen kunstschaatsen 1911
De Europese Kampioenschappen kunstschaatsen 1911 voor de mannen werd gehouden in Sint-Petersburg, Keizerrijk Rusland. De zeventiende editie van het jaarlijks terugkerende evenement werd georganiseerd door de Internationale Schaatsunie.
Het was voor de vierde keer dat een kunstschaatskampioenschap in Sint-Petersburg plaatsvond, in 1896 werd het eerste WK voor mannen er gehouden en ook het WK van 1903 (voor mannen) vond er plaats. In 1908 werd het eerste WK kunstschaatsen voor paren er gehouden.

## Historie
De Duitse en Oostenrijkse schaatsbond, verenigd in de "Deutscher und Österreichischer Eislaufverband", organiseerden zowel het eerste EK Schaatsen voor mannen als het eerste EK Kunstschaatsen voor mannen in 1891 in Hamburg, in toen nog het Duitse Keizerrijk, nog voor het ISU in 1892 werd opgericht. De internationale schaatsbond nam in 1892 de organisatie van het EK kunstschaatsen over. In 1895 werd besloten voortaan het WK kunstschaatsen te organiseren en kwam het EK te vervallen. In 1898, na twee jaar onderbreking, vond toch weer een herstart plaats van het EK kunstschaatsen.
De vrouwen en paren zouden vanaf 1930 jaarlijks om de Europese titel strijden. De ijsdansers streden vanaf 1954 om de Europese titel in het kunstschaatsen.

## Deelname
Er namen vijf mannen uit vier landen deel aan dit kampioenschap.
Voor Per Thorén was het zijn vijfde deelname. Karl Ollow en Werner Rittberger namen voor de tweede keer deel. Ivan Malinin en Andor Szende maakten hun debuut op het EK Kunstschaatsen.
| Rusland (2) Duitse Keizerrijk (1) Hongarije (1) Zweden (1) |

## Medailleverdeling
Per Thorén veroverde de Europese titel, het was zijn vierde medaille, in 1906, 1909 en 1910 werd hij derde. Hij was de achtste Europees kampioen en de tweede Zweed, na Ulrich Salchow. De Rus Karl Ollow op de tweede plaats veroverde zijn enige EK medaille. Werner Rittberger op de derde plaats veroverde zijn tweede EK medaille, in 1910 werd hij tweede.
| Discipline | Goud       | Zilver     | Brons             |
| ---------- | ---------- | ---------- | ----------------- |
| Mannen     | Per Thorén | Karl Ollow | Werner Rittberger |

## Uitslagen

### Mannen
| Goud   | Per Thorén (5)        | Vlag van Zweden                | 15   |
| Zilver | Karl Ollow (2)        | Vlag van Rusland               | 17   |
| Brons  | Werner Rittberger (2) | Vlag van Duitse Keizerrijk     | 21   |
| 4      | Ivan Malinin          | Vlag van Rusland               | 25.5 |
| 5      | Andor Szende          | Vlag van Hongarije (1896-1915) | 26.5 |

Medaillewinnaars

Mannen · 
Vrouwen ·
Paren · 
IJsdansen

Toernooi

1891 · 
1892 · 
1893 · 
1894 · 
1895 · 
1896-1897 · 
1898 · 
1899 · 
1900 · 
1901 · 
1902-1903 · 
1904 · 
1905 · 
1906 · 
1907 · 
1908 · 
1909 · 
1910 · 
1911 · 
1912 · 
1913 · 
1914 · 
1915-1921 · 
1922 · 
1923 · 
1924 · 
1925 · 
1926 · 
1927 · 
1928 · 
1929 · 
1930 · 
1931 · 
1932 · 
1933 · 
1934 · 
1935 · 
1936 · 
1937 · 
1938 · 
1939 ·
1940-1946 · 
1947 · 
1948 · 
1949 · 
1950 · 
1951 · 
1952 · 
1953 · 
1954 · 
1955 · 
1956 · 
1957 · 
1958 · 
1959 · 
1960 · 
1961 · 
1962 · 
1963 · 
1964 · 
1965 · 
1966 · 
1967 · 
1968 · 
1969 · 
1970 · 
1971 · 
1972 · 
1973 · 
1974 · 
1975 · 
1976 · 
1977 · 
1978 · 
1979 · 
1980 · 
1981 · 
1982 · 
1983 · 
1984 · 
1985 · 
1986 · 
1987 · 
1988 · 
1989 · 
1990 · 
1991 · 
1992 · 
1993 · 
1994 · 
1995 ·
1996 · 
1997 · 
1998 · 
1999 · 
2000 · 
2001 · 
2002 · 
2003 · 
2004 · 
2005 · 
2006 ·
2007 ·
2008 ·
2009 ·
2010 ·
2011 ·
2012 ·
2013 ·
2014 ·
2015 ·
2016 ·
2017 ·
2018 ·
2019 ·
2020 ·
2021 · 
2022 · 
2023 · 
2024 · 
2025

WK kunstschaatsen ·
WK kunstschaatsen junioren ·
Viercontinentenkampioenschap ·
Olympische Spelen